# Aruba na Mistrzostwach Świata w Lekkoatletyce 2011
Aruba na Mistrzostwach Świata w Lekkoatletyce 2011 reprezentowana była przez dwoje zawodników.

## Występy reprezentantów Aruby

### Mężczyźni

#### Konkurencje biegowe
| Konkurencja   | Zawodnik        | Runda 1    | Runda 1 | Runda 2  | Runda 2 | Półfinał | Półfinał | Finał    | Finał   |
| Konkurencja   | Zawodnik        | Rezultat   | Pozycja | Rezultat | Pozycja | Rezultat | Pozycja  | Rezultat | Pozycja |
| ------------- | --------------- | ---------- | ------- | -------- | ------- | -------- | -------- | -------- | ------- |
| Bieg na 100 m | Geronimo Goeloe | 10,73 (SB) | 6 Q     | 10,84    | 47      |          |          |          |         |

### Kobiety

#### Konkurencje biegowe
| Konkurencja | Zawodniczka        | Runda 1  | Runda 1 | Runda 2  | Runda 2 | Półfinał | Półfinał | Finał        | Finał   |
| Konkurencja | Zawodniczka        | Rezultat | Pozycja | Rezultat | Pozycja | Rezultat | Pozycja  | Rezultat     | Pozycja |
| ----------- | ------------------ | -------- | ------- | -------- | ------- | -------- | -------- | ------------ | ------- |
| Maraton     | Shariska Winterdal |          |         |          |         |          |          | 3:49:48 (SB) | 46      |